# Ricardo Giusti
Ricardo Omar Giusti (Arroyo Seco, 11 dicembre 1956) è un ex calciatore argentino, Campione del Mondo con la Nazionale argentina nel 1986.
La sua famiglia ha origini italiane (Monterubbiano).

## Carriera

### Club
Giusti ha militato sempre e solo in squadre argentine, come il Newell's Old Boys e l'Argentinos Juniors, ma è diventato soprattutto un pilastro dell'Independiente. Ha chiuso la sua carriera nell'Unión de Santa Fe.

### Nazionale
Giusti conta 53 presenze con la Nazionale di calcio argentina, con nessuna rete segnata.

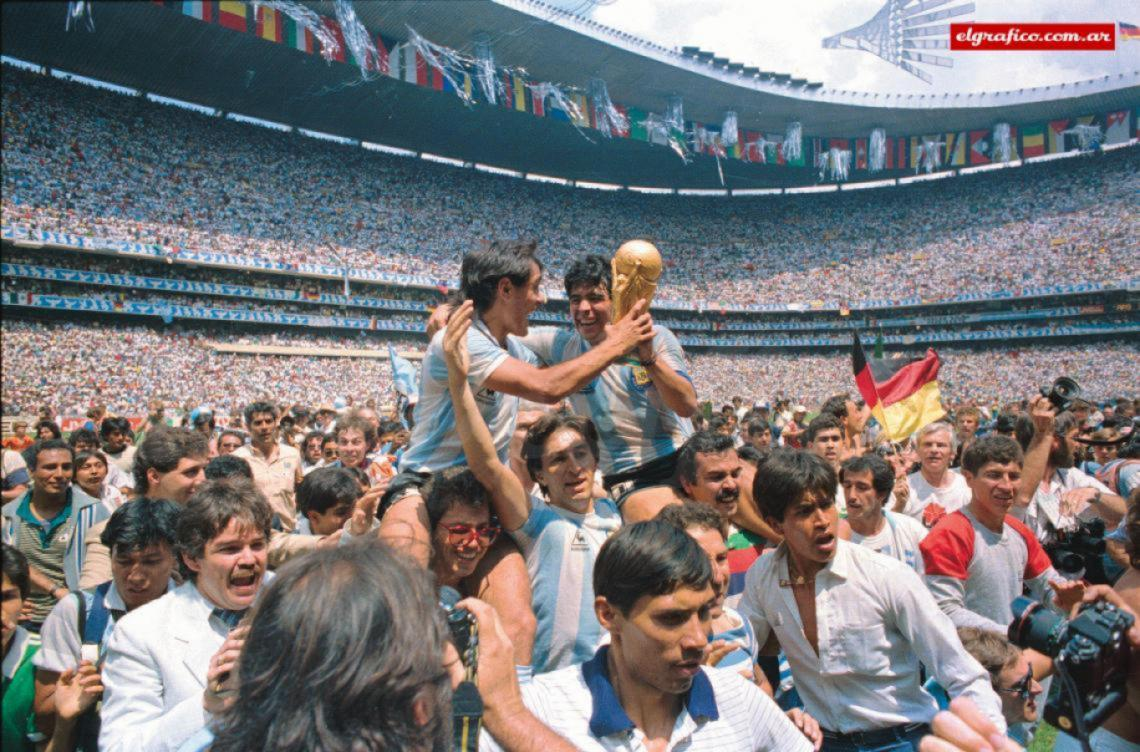
Giusti e Maradona alzano la Coppa del Mondo

Faceva parte della rosa che vinse i Mondiali di Messico 1986.

## Palmarès

### Club

#### Competizioni nazionali
- Campionato argentino: 2

Independiente: Metropolitano 1983, 1988-1989

#### Competizioni internazionali
- Coppa Libertadores: 1

Independiente: 1984
- Coppa Intercontinentale: 1

Independiente: 1984

### Nazionale
- Campionato mondiale: 1

Messico 1986

### Individuale
- Equipo Ideal de América: 1

1987